# Rupture
Rupture è un film del 2016 diretto da Steven Shainberg.

## Trama
Renee Morgan è una donna divorziata intenta a crescere da sola suo figlio di 12 anni di nome Evan. A loro insaputa però, i due vengono costantemente osservati. Durante una commissione nella piccola città in cui vivono, Renee viene improvvisamente rapita. Circa 24 ore dopo si risveglia legata in un anonimo ambulatorio in cui i rapitori le faranno una diagnosi medica scoprendo così un'anomalia genetica che potrebbe scatenare in lei una natura aliena.

## Distribuzione
Il trailer è stato pubblicato il 11 luglio 2016. Il film è stato presentato in anteprima al Fantasia International Film Festival il 15 luglio 2016, per poi essere distribuito nel Regno Unito il 4 novembre 2016.